# Johnny Shines

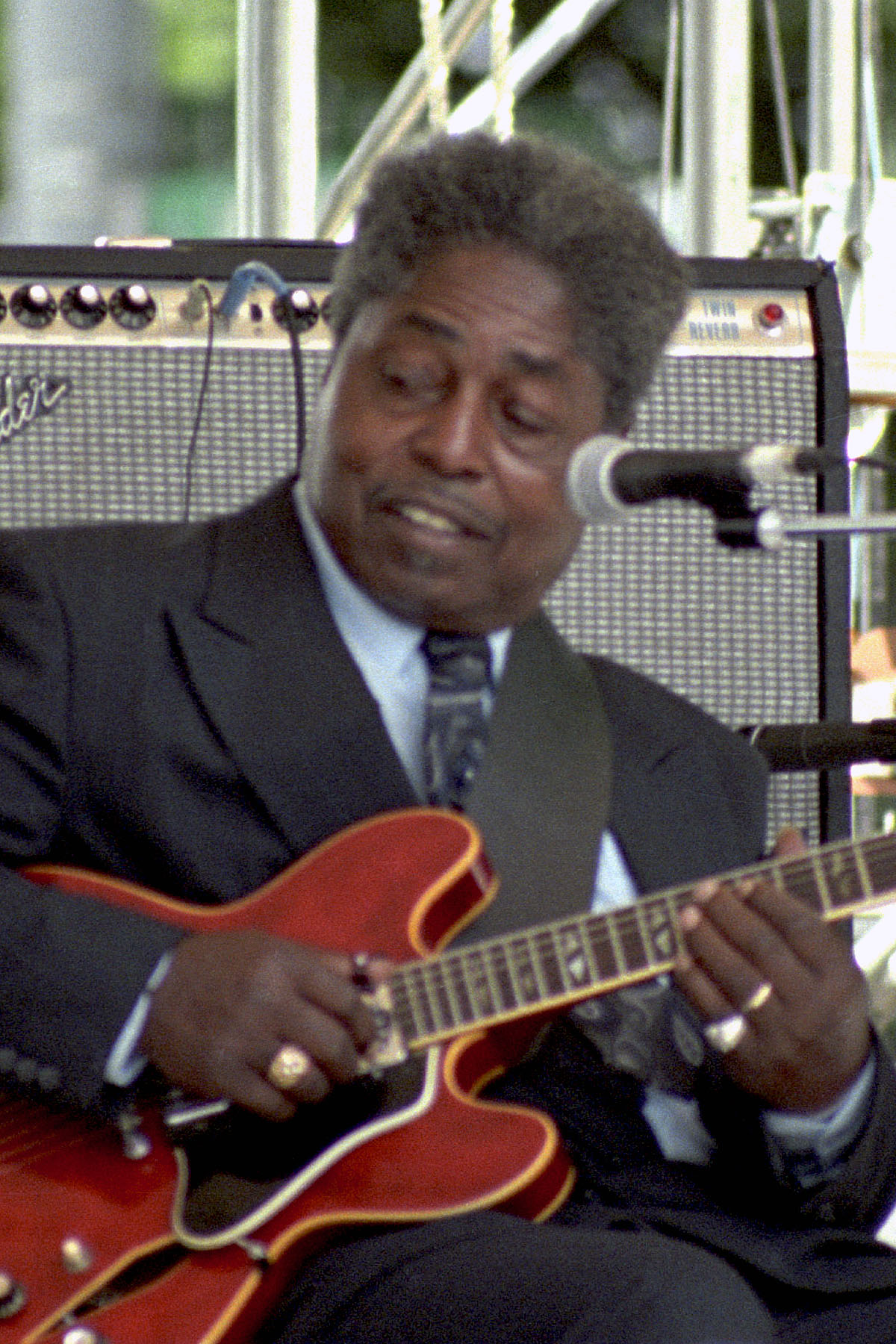
Johnny Shines (1991)

Johnny Shines (* 26. April 1915 in Frayser, heute ein Stadtteil von Memphis, Tennessee, USA, als John Ned Shines; † 20. April 1992 in Tuscaloosa, Alabama, USA) war ein US-amerikanischer Blues-Gitarrist, Sänger und Songwriter.

## Biografie
Geboren am 26. April 1915, verbrachte Johnny Shines seine Jugend größtenteils in Memphis (Tennessee), wo er bereits sehr früh als Straßenmusiker mit seiner Slide-Gitarre Geld verdiente. Seine ersten musikalischen Vorbilder waren Blind Lemon Jefferson und Howlin’ Wolf, das Gitarrespielen hatte er jedoch von seiner Mutter gelernt.
1932 reiste Shines nach Hughes in Arkansas, um sich als Farmarbeiter zu verdingen. Hier traf er Robert Johnson, sein größtes Vorbild, der Shines zur Musik zurückbrachte. Ab 1935 traten die beiden zusammen auf. Auf ihren Reisen kamen sie bis hinauf nach Ontario. 1937, ein Jahr vor Johnsons Tod, gingen sie wieder verschiedene Wege.
Shines spielte zunächst im Süden der Vereinigten Staaten. 1941 brach er nach Kanada auf, blieb aber in Chicago hängen. 1946 machte er seine ersten Aufnahmen für Columbia Records, die jedoch nicht veröffentlicht wurden. Anfang der 1950er Jahre entstanden Aufnahmen für die Chicagoer Label Chess und J.O.B., ohne den ersehnten Erfolg zu bringen. Nach weiteren Misserfolgen gab Shines 1958 die Musik gänzlich auf.
1965 wurde Johnny Shines von Samuel Charters wiederentdeckt. Er ging mit den Chicago Blues All Stars auf Tour, zusammen mit Lee Jackson, Big Walter Horton und Willie Dixon. Er trat auch mit Robert Lockwood Jr. auf, einem weiteren Schüler Robert Johnsons, den er seit seiner Jugend kannte.
1980 wurde sein Album Chicago Blues at Home für einen Grammy Award nominiert. Ebenfalls 1980 erlitt Shines einen Schlaganfall, konnte danach aber wieder als Sänger auftreten und auf Tour gehen, wie bereits zuvor auch nach Europa. Johnny Shines starb am 20. April 1992 in Tuscaloosa (Alabama).
1992, im Jahr seines Todes, wurde er in die Blues Hall of Fame aufgenommen. Im gleichen Jahr war er im Dokumentarfilm The Search for Robert Johnson zu sehen.